# Leonel Strumia
Leonel Strumia (Villa Nueva, 29 de septiembre de 1992) es un futbolista argentino que juega de mediocampista en el AEL Limassol F. C. de la Primera División de Chipre.

## Biografía
Surgió de las inferiores de Alem.
Strumia llegó a Alumni para jugar en la Liga Villamariense; sin embargo, el joven jugador local tenía otro objetivo en mente, jugar el Torneo Federal B. Su buena actuación en el Fortinero, le sirvió de vidriera para poder viajar al Viejo Continente, para jugar en Letonia con el FK Liepāja.

## Clubes
Actualizado a 20 de marzo de 2021
| Club                 | País       | Año       | Partidos | Goles |
| -------------------- | ---------- | --------- | -------- | ----- |
| Club Atlético Alumni | Argentina  | 2014      | 10       | 0     |
| FK Liepāja           | Letonia    | 2015-2019 | 160      | 3     |
| FK RFS               | Letonia    | 2020-2022 | 2        | 0     |
| FK Liepāja           | Letonia    | 2022-2023 |          |       |
| F. C. Aktobe         | Kazajistán | 2023-2024 | 0        | 0     |
| AEL Limassol F. C.   | Chipre     | 2025-     |          |       |

## Palmarés

### Títulos nacionales
| Título             | Club         | País       | Año  |
| ------------------ | ------------ | ---------- | ---- |
| Virslīga           | FK Liepāja   | Letonia    | 2015 |
| Copa de Letonia    | FK Liepāja   | Letonia    | 2017 |
| Copa de Letonia    | FK RFS       | Letonia    | 2021 |
| Virslīga           | FK RFS       | Letonia    | 2021 |
| Copa de Kazajistán | F. C. Aktobe | Kazajistán | 2024 |